# Choneiulus subterraneus
Choneiulus subterraneus är en mångfotingart som först beskrevs av Filippo Silvestri 1903.  Choneiulus subterraneus ingår i släktet Choneiulus och familjen pärlbandsfotingar. Inga underarter finns listade i Catalogue of Life.